# Pikku Väärtijärvi
Pikku Väärtijärvi är en sjö i Haparanda kommun i Norrbotten och ingår i Keräsjokis huvudavrinningsområde.